# Paraliparis melanobranchus
Paraliparis melanobranchus és una espècie de peix pertanyent a la família dels lipàrids.

## Descripció
- La femella fa 7,6 cm de llargària màxima.[5]

## Hàbitat
És un peix marí i batidemersal que viu entre 805 i 1.554 m de fondària.

## Distribució geogràfica
Es troba al Pacífic nord: Rússia i els Estats Units.

## Observacions
És inofensiu per als humans.